# Acanthostichus
Acanthostichus – rodzaj mrówek z podrodziny Dorylinae. Opisano 23 gatunki, w tym jeden wymarły, znany z dominikańskiego bursztynu (†A. hispaniolicus). Gatunkiem typowym jest A. serratulus.

## Gatunki
- Acanthostichus arizonensis MacKay, 1996
- Acanthostichus bentoni MacKay, 1996
- Acanthostichus brevicornis Emery, 1894
- Acanthostichus brevinodis MacKay, 1996
- Acanthostichus concavinodis MacKay, 1996
- Acanthostichus emmae MacKay, 1996
- Acanthostichus femoralis Kusnezov, 1962
- Acanthostichus flexuosus MacKay, 1996
- Acanthostichus fuscipennis Emery, 1895
- †Acanthostichus hispaniolicus De Andrade, 1998
- Acanthostichus kirbyi Emery, 1895
- Acanthostichus laevigatus MacKay, 1996
- Acanthostichus laticornis Forel, 1908
- Acanthostichus lattkei MacKay, 1996
- Acanthostichus longinodis MacKay, 2004
- Acanthostichus punctiscapus MacKay, 1996
- Acanthostichus quadratus Emery, 1895
- Acanthostichus quirozi MacKay, 1996
- Acanthostichus sanchezorum MacKay, 1985
- Acanthostichus serratulus Smith, 1858
- Acanthostichus skwarrae Wheeler, 1934
- Acanthostichus texanus Forel, 1904
- Acanthostichus truncatus MacKay, 1996